# G-Sides
| Críticas profissionais | Críticas profissionais |
| Avaliações da crítica  | Avaliações da crítica  |
| Fonte                  | Avaliação              |
| ---------------------- | ---------------------- |
| Allmusic               | [ 1 ]                  |
| Rolling Stone          | [ 2 ]                  |

G-Sides é uma coletânea de lados b da banda virtual britânica Gorillaz, lançada em 2002.
Contém os lados B dos singles do primeiro álbum da banda e do EP Tomorrow Comes Today. Originalmente, foi lançado apenas no Japão em dezembro de 2001, mas um lançamento mundial veio no ano seguinte. Existem ainda versões americanas, européias e brasileiras com pequenas diferenças na lista de faixas. Todos têm a mesma capa, com Noodle segurando um pequeno esqueleto (que lembra Jack Skellington), exceto as versões japonesas e canadenses, nas quais ela segura um Godzilla.
O álbum alcançou a 84ª posição na Billboard 200 e a 65ª na UK Albums Chart.

## Faixas

### Versões japonesa e britânica
1. "19-2000" (Soulchild remix)
2. "Dracula"
3. "Rock the House" (radio edit)
4. "The Sounder" (edit)
5. "Faust"
6. "Clint Eastwood" (versão Phi Life Cypher)
7. "Ghost Train"
8. "Hip Albatross"
9. "Left Hand Suzuki Method"
10. "12D3"
11. "Clint Eastwood" (video)
12. "Rock The House" (vídeo)

### Versão americana
1. "19-2000" (Soulchild remix)
2. "Latin Simone"
3. "19-2000" (The Wiseguys House Of Wisdom remix)
4. "The Sounder" (edit)
5. "Faust"
6. "Clint Eastwood" (versão Phi Life Cypher)
7. "Ghost Train"
8. "Hip Albatross"
9. "12D3"

### Versão brasileira
1. "19-2000" (Soulchild remix)
2. "Latin Simone"
3. "19-2000" (The Wiseguys House Of Wisdom remix)
4. "The Sounder" (edit)
5. "Faust"
6. "Clint Eastwood" (versão Phi Life Cypher)
7. "Ghost Train"
8. "Hip Albatross"
9. "12D3"
10. "Dracula"
11. "Rock The House" (radio edit)
12. "Left Hand Suzuki Method"
13. "Clint Eastwood" (video)
14. "Rock The House" (video)
15. "Noodle Fight" (game)

## Certificações
| País              | Certificação | Vendas |
| ----------------- | ------------ | ------ |
| Reino Unido (BPI) | Prata        | 60.000 |